# Grb Nezavisne Države Hrvatske
Grb Nezavisne Države Hrvatske uređen je zakonskom odredbom o državnom grbu, državnoj sastavi, Poglavnikovoj zastavi, državnom pečatu, pečatima državnih i samoupravnih ureda od 28. travnja 1941. godine.

## Inačice

### Državni grb NDH
Državni grb Nezavisne Države Hrvatske je štit s 25 četvorinskih polja, bijelih (srebrnih) i crvenih (boje krvi), poredanih naizmjence u pet redova tako, da je početno polje bijelo (srebrno). Nad grbom je znak u obliku zvjezdolike tropletne vitice iste crvene boje, koja uokviruje bijelo polje, u kojem je veliko slovo U tamno modre boje.

### Državni pečat NDH
Veliki državni pečat Nezavisne Države Hrvatske je krug s polumjerom od 70 mm na komu je u sredini državni grb. U okrugu oko grba na gornjoj strani su riječi: NEZAVISNA DRŽAVA, a pod njim: HRVATSKA. Oko grba i tog napisa je u krugu starohrvatski troplet. Oko tog tropleta je završni krug. Taj državni pečat izrađen je za pečatni vosak. Veliki državni pečat utisku je se na međunarodne ugovore i slične isprave. Za porabu kod potvrde zakona i zakonskih odredaba služi mali državni pečat iste slike i oblika, a manjeg omjera. Taj je izrađen za mastilo i za utiskivanje u papir. Državne pečate čuva ministar pravosudja.

### Pečat državnih i samoupravnih ureda
Pečat državnih i samoupravnih ureda razlikovao se od velikog državnog pečata NDH. Svi državni i samoupravni uredi i oni, kojima se to pravo priznalo, određeno je bilo služiti se u svom uredovanju pečatom u obliku kruga, u komu je u sredini državni grb. Nad grbom je napis: »NEZAVISNA DRŽAVA HRVATSKA«, a pod njim ime i sjedište ureda.